# NIMBY
NIMBY — акронім фрази англ. «Not In My Back Yard», що перекладається як «Не на моєму задньому дворі». Ця фраза використовується для зневажливої характеристики феномену уникання соціальної співучасті, а саме спротиву мешканців до будь-яких пропозицій розвитку та розбудови інфраструктурних, промислових, культурних та інших об'єктів, корисних для спільноти загалом через близьку відстань до їхнього безпосереднього місця проживання. Гасло можна адаптувати як «Не в мене на подвір'ї».

## Види
- NIMN — Not in My Neighborhood (переклад: не на моєму районі).
- NIABY — Not In Anyone's Backyard (не в чиємусь дворі).
- NAMBI — Not Against My Business or Industry (не проти мого бізнесу/промислового об'єкта).
- BANANA — Build Absolutely Nothing Anywhere Near Anything (не будуй абсолютного нічого біля будь-чого).
- PIBBY — Put In Blacks' Back Yard (побудуйте у дворі темношкірих).
- FRUIT — Fear of Revitalization Urban-Infill and Towers (страх ревіталізації міста — забудова пустих місць та висотки).
- SOBBY — Some Other Bugger's Back Yard (двір якогось дурня).
- CAVE (MAN) — Citizens against virtually everything (містяни проти всього).

## Приклади

### Україна

#### Протести проти розміщення евакуйованих з Уханя у зв'язку з коронавірусом
У лютому 2020 року уряд України вирішив евакуювати своїх громадян з китайської провінції Хубей, з міста Ухань у зв'язку зі спалахом COVID-19. Сорок п'ять громадян України, що прибули з Китаю, необхідно було помістити під тимчасову ізоляцію з метою спостереження для дотримання епідеміологічної безпеки. Після того як українська влада почала розшукувати можливий заклад для такої ізоляції, у населених пунктах імовірного місця карантинізації почалися протести. Зокрема, у селі Микулинці на Тернопільщині були влаштовані блокпости та цілодобове чергування, а аеропорт Тернополя відмовився прийняти літак з евакуйованими з Китаю українцями. Також проти того, щоб евакуйованих розміщували у Київській лікарні № 2, виступили депутати Гостомельської селищної ради. Найбільші протести відбулися 20 лютого 2020 року у селищі Нові Санжари Полтавської області, коли було ухвалено остаточне рішення розмістити евакуйованих у місцевому медичному центрі Національної Гвардії України.